# Jimgerdemannia flammicorona
Jimgerdemannia flammicorona (Trappe & Gerd.) Trappe, Desirò, M.E. Sm., Bonito & Bonito & Bidart. – gatunek grzybów z typu Mucoromycota. Tworzy ektomykoryzy z korzeniami drzew.

## Systematyka
Pozycja w klasyfikacji według Index FungorumEndogonaceae, Endogonales, Incertae sedis, Endogonomycetes, Mucoromycotina, Mucoromycota, Fungi.
Po raz pierwszy opisali go w 1972 r. James Trappe i James Wessell Gerdemann, nadając mu nazwę Endogone flammicorona. W 2017 r. Trappe, Alessandro Desirò, Matthew E. Smith, Gregory Bonito i Martin I. Bidartondo po przeprowadzeniu badań filogenetycznych przenieśli go do rodzaju  Jimgerdemannia.

## Morfologia
Sporokarp o średnicy 0,5–2 cm, początkowo biały i mniej lub bardziej kulisty, później staje się żółtawy, płatkowaty i pofałdowany, w końcu uzyskuje nieregularny kształt i nabiera cynamonowej barwy. Sporokarpy często tworzą się wokół małych gałązek lub rozkładających się igieł, które w ten sposób zostają w nich osadzone. Gleba u młodych okazów kremowobiała, podczas dojrzewania staje się morelowożółta lub pomarańczowa i w końcu cynamonowa. U dojrzałych okazów w sporokarpach tworzą się zygospory mające postać pomarańczowych granulek. Pod mikroskopem dojrzałe zygospory owinięte są spiralnie ułożonym płaszczem grzybni.
Perydium o grubości 50–150 μm, zbudowane z cienkościennych, rozgałęziających się strzępek o średnicy 8–15 μm. Początkowo są szkliste, potem żółte, na koniec żółtobrązowe. W starszych sporokarpach perydium w wielu zostaje zastąpione skupiskami bladożółtych zygospor. Mają kształt od kulistego do szeroko owalnego, wymiary 90-120 × 70–100 μm i ściankę o grubości do 3–8 μm. W odczynniku Melzera barwią się na żółtopomarańczowo. Płaszcz otaczający sporokarp ma grubość 20–40 μm i składa się ze strzępek o średnicy 5–10 μm. Istnieje też sieć Hartiga.

## Występowanie
Znane jest występowanie Jimgerdemannia flammicorona w Ameryce Północnej, Europie, Azji, Australii i na Nowej Zelandii. W Europie Południowej jest pospolity, w Polsce jest rzadki. W Polsce do 2003 r. podano jedno stanowisko, w późniejszych latach podano następne 4 stanowiska (na Wyżynie Sląskiej i Krakowsko-Częstochowskiej oraz w Beskidzie Małym).
Grzyb podziemny. Występuje w różnego typu lasach, w towarzystwie wielu gatunków drzew liściastych i liściastych. Rozwija się w ściółce, wśród resztek roślinnych i w glebie tuż pod jej powierzchnią. Tworzy sporokarpy od wczesnej wiosny do późnej jesieni.